# Jayaramanahalli, Jagalur
Jayaramanahalli là một làng thuộc tehsil Jagalur, huyện Davanagere, bang Karnataka, Ấn Độ.